# أسترة فيشر
أسترة فيشر (أو أسترة فيشر-شباير) هي نوع خاص من تفاعلات الأسترة يجرى فيها عملية تقطير مرتد لحمض كربوكسيلي مع كحول بوجود حفّاز حمضي؛ كما يمكن تطبيق هذا التفاعل على الفينولات.
من الحفازات النمطية المستخدمة في تفاعل أسترة فيشر كل من حمض الكبريتيك وبارا تولوين حمض السلفونيك، بالإضافة إلى أحماض لويس مثل تريفلات السكانديوم. ويتم التفاعل وفق الآلية التالية:
وصف هذا التفاعل لأول مرة من الكيميائي الألماني إيميل فيشر ومساعده آرثر شباير Arthur Speier في سنة 1895.